# عبد الوهاب طلس
الشيخ عبد الوهاب طلس (1299 - 1354 هـ/ 1883 - 1935م)، عالم دين وفقيه سوري من حلب.

## نسبه وأسرته
هو عبد الوهاب بن مصطفى بن محمد طلس الحلبي، ولد في حلب ونشأ فيها، في أسرة ذات علم وفضل، كان والده هو الشيخ مصطفى طلس (1834-1896م)، المدرس في الجامع الأموي الكبير في حلب، وجده الشيخ محمد كان من العلماء، وأخوه الشيخ محمد نافع كان عالماً وقاضياً وأديباً، تزوج الشيخ عبد الوهاب من خالة موسى كاظم بك وأسمها نظيمة بنت الحاج رشيد البغدادي، ومن أولاده محمد أسعد والذي كان من كبار موظفي وزارة الخارجية السورية في عهد الرئيس سامي الحناوي.

## دراسته
تلقى العلم عن والده، ثم درس العلوم الإسلامية الشرعية واللغة العربية، على أيدي كبار العلماء من زملاء والده، في المدرسة الشعبانية والحلوية والخسروية في مدينة حلب.

## مكانته العلمية
كان من وجهاء حلب، وعلماً من أعلامها، عرض عليه الشيخ تاج الدين الحسني، أول رئيس لسورية بعد الاستقلال عام 1946م منصب الوزارة فاعتذر عن قبولها، حيث كان يتعاون سراً مع ثورة الزعيم الوطني إبراهيم هنانو.

## أعماله
عقب وفاة أخيه الشيخ القاضي محمد نافع طلس، استلم إدارة الجامع المعروف بالمدرسة الحلوية، وأوقافها وخدمة طلابها، وكان له نشاط طيب في توسعة أوقاف المدرسة الحلوية، حيث ارتفعت وارداتها بشكل كبير وليس له نظير عما كانت عليه من قبل، وازدادت أوقاف المدرسة، بشراء الدور والدكاكين والأراضي، في مناطق مختلفة من المدينة، وخاصة في منطقة التل، وراء الجامع الكبير، وباب النيرب والعزيزية، وغيرها. وكان له مجلس للدرس في الجامع الأموي الكبير، بحلب، خلفاً لوالدهِ كما كان مدرساً في المدرسة الحلوية، وغيرها.

## تلاميذه الذين درسوا عليه فيالمدرسة الحلوية
- الفقيه المقرئ الشيخ محمد بشير بن أحمد حداد الحلبي الحنفي (1326-1413)/ (1909-1992)م.

## أوصافه
كان طويل القامة، حسن المظهر والمعشر، محدثاً لبقاً.. محبوباً لدى الخاصة والعامة من الناس.

## آثاره
حفظ الشعرة النبوية، وأقام لها حجرة خاصة، من الحجر الأصفر الصقيل، داخل القبلية، كتبت عليها هذه العبارة: أتحف المدرسة الحلوية بالشعرة الطاهرة النبوية، وأنشأ هذه الحجرة، متولي أوقافها عبد الوهاب بن الشيخ مصطفى طلس، غفر الله لهما، سنة (1344) هجرية.. وعبارة: الصلاة والسلام على صاحب هذا الأثر الشريف المبارك.

## مرضه ووفاته
داهمه المرض في عز شبابه وأوج عطائه، فأدخل مستشفى القديس لويس، المعروف بمستشفى فريشو، بمحلة الإسماعيلية، بحلب، ولم يمهله المرض طويلا ًحتى توفي وقد رثته كثير من الصحف والمجلات السورية، وذلك في عام 1354هـ/1935م. ودفن في مقبرة الشيخ ثعلب، المعروفة بمقبرة هنانو، والتي حولت فيما بعد لمبنى جامع كبير.

## عائلته وأولاده
تزوج الشيخ عبد الوهاب من نظيمة بنت الحاج رشيد البغدادي وكان لهُ من الأولاد الآتي:
- أسعد طلس، وهو من كبار موظفي وزارة الخارجية فترة الرئيس سامي الحناوي وكان له في وقتها دوراً مهماً للاتجاه نحو الوحدة مع العراق.
- محمد توفيق طلس مدير وكالة غوث اللاجئين الفلسطينين ومن مؤسسي الوكالة في سوريا.
- هشام طلس عضو الجمعية الأمريكية السورية ((ايكاردا)).
- أحمد فاضل طلس.
- جلال طلس.
- فضيلة طلس.
- أميرة طلس.
- وداد طلس.